# 射精障害
射精障害（しゃせいしょうがい、英：Ejaculatory dysfunction）とは、性機能障害のうち、勃起には大きな問題は見られないが正常な射精の行えない症状のこと。男性不妊症にも該当する。
射精不能である場合のほか、早漏（意志に反して早期に射精が起こるもの）、遅漏（意志に反してなかなか射精に至らないもの）、膣内射精障害（オナニーでは射精可能だが、膣挿入による射精が不可能なもの）も射精障害に含まれる。

## 概要
男性が正常に性交を行うためには、
1. 精子の形成
2. 精子の輸送
3. 勃起
4. 精嚢から後部尿道への精液の放出（seminal emissionとよぶ、以下エミッション）
5. 外尿道口からの射精

が必要とされる。このうち、主として4及び5に障害のある症状が、射精障害である。各種の手術や外傷によって発症する場合も見られ、脊髄損傷患者の95%は正常な射精が不可能である。また、糖尿病患者は末梢神経障害から射精障害を発症する場合がある。
1974年の木村行雄氏によれば、射精障害は
- A群 射精、オルガスム共にないもの
- B群 オルガスムはあるが、射精のないもの
- C群 射精、オルガスムともにあるが、射精に達する時間に異常のあるもの
- D群 射精は正常であるが、オルガスムのないもの

に分類される。なお、欧米では極致感があるが射精は行われないものを「dry ejaculation」と呼ぶ場合がある。

## 症状
早漏、遅漏については当該項目を参照。これらはC群に該当する。

### エミッションの問題
主に神経系の問題によってエミッションが発生しないもの。先天的かつ解剖学的な問題のある症例もみられる。極致感が存在する場合もあれば、それさえも存在しないものもある。末梢神経障害としては糖尿病が原因となる場合が多いが、神経異常に関しては慢性疾患、何らかの手術の後遺症、各種薬剤の作用など、様々な原因が考えられるところである。

## 逆行性射精
エミッションの最中に、膀胱頸部が適切に閉塞しない場合に発生する。分類上はB群に該当。このため、外尿道口、すなわち陰茎に送られるべき精液が、膀胱内に送られてしまう症状。性行為の後に、尿に精液が混濁する。多くは神経系の問題であるが、特に糖尿病による神経障害が多く見られるほか、各種下腹部の病変、外傷、もしくは手術、及びリンパ節郭清の後に見られる場合がある。なおこの症状では特に、事前に膀胱内を洗浄した上で射精を行い、その後に膀胱内から精子を採取しての人工授精が可能である。

## 尿道狭窄
先天的な要因、もしくはかぶれや外傷などにより、尿道管の一部が狭窄してしまう場合がある。この場合は機具を用いて尿道を拡張するか、手術による治療が行われる。

## 治療
トフラニールや各種抗精神病薬、或いはフェントラミンなどの降圧剤の投与のほか、随腔内へのネオスチグミンの注入はより直接的に射精を誘発できる。もしくは電気刺激、或いはバイブレーターによる強制的な射精、などが用いられている。人工授精の技術の発達により、造精機能に問題のない射精障害の場合には、不妊症としての治療は容易になりつつある。精巣内精子採取術による人工受精も可能であるし、前述の通り、逆行性射精に関しては膀胱から精子を採取することも可能である。また、イミプラミンの投与により、症状に若干改善が見られる場合がある。